# 慈安里

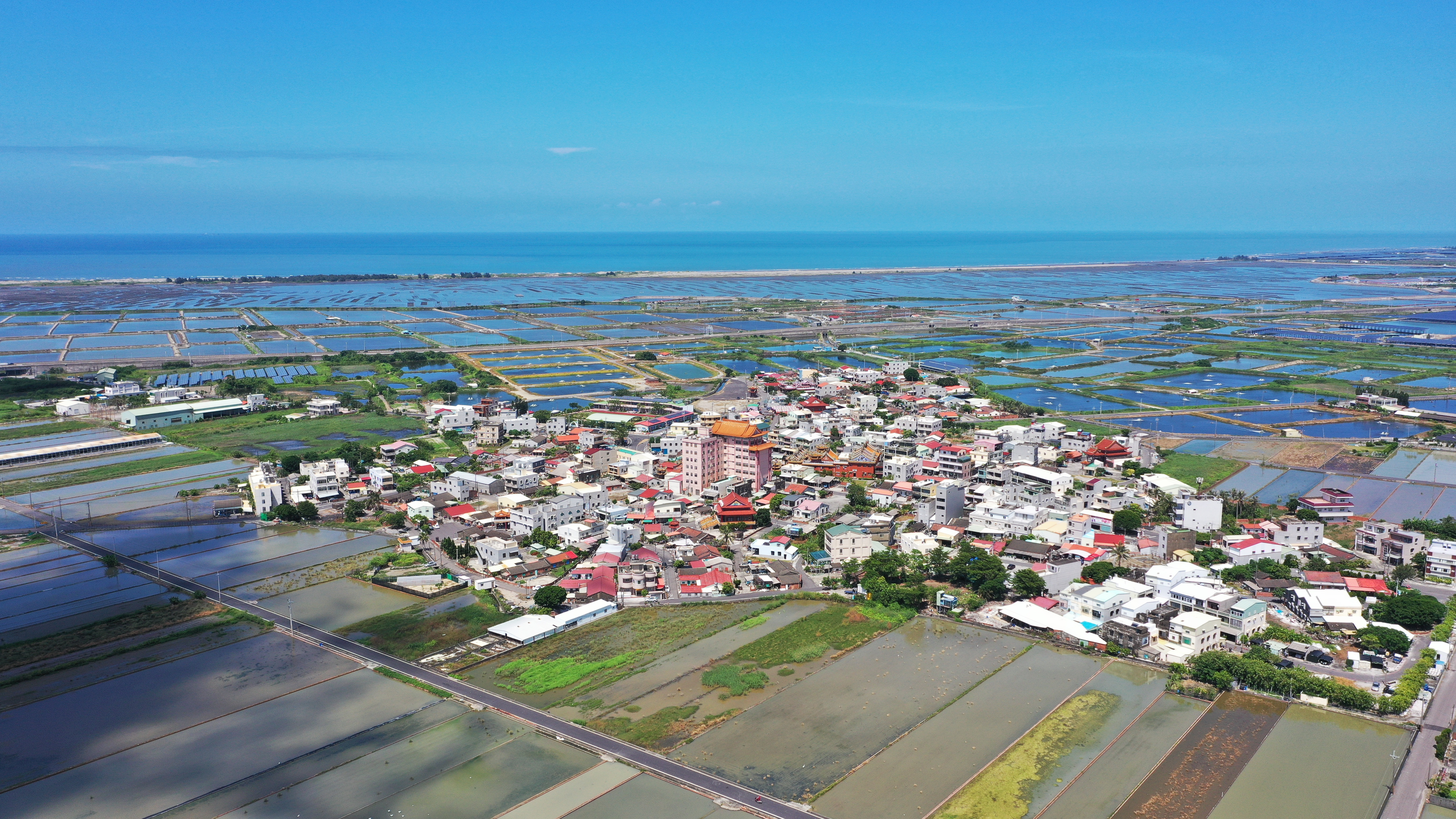
北門慈安里空照

慈安里是臺灣臺南市北門區的一個基層行政區，是舊時學甲十三庄中的三寮灣中的一個村（慈安村），2010年在臺南縣市升格後目前為里。2023年普查資料慈安里境內有7個鄰，總計有303戶，人口數為773人，整個里佔地為6.9平方公里。

## 歷史
日據時代原本慈安里屬三寮灣的一個聚落，戰後為管理上的方便，三寮灣分設了為二個村，兩村並以174線縣道為分界，路北即為慈安村，路南則是三光村，路北因有庄廟東隆宮舊稱慈安宮故而以此定為村名。

## 經濟
慈安里主要有3項產業，其中1項漁業2項農業，漁業為牡蠣 ; 農業則是蔥頭與大蒜，其中大蒜是臺南市的最大產區，而初始的種植可能為與來臺先民一起傳入本竟。

## 宗教
慈安里主要的宗教信仰是東隆宮（原名為「慈安宮」），此廟一開始是先民隨鄭成功渡海來台開墾時，迎請李府千歲神像至此，之後因為感念千歲爺的神威其後乃建公厝奉祀，之後在1945年因與屏東縣東港鎮東隆宮兩廟結緣，從此之後便維持與東港三年一科王船祭及刈香醮典儀式。東隆宮除了是本地的公廟之外，其特色是供祀二艘駐廟王船，一艘為銅製另一艘則為木製，銅製王船為全臺唯一的泉州式古王船，而木製王船則是2002年本欲於當科王船祭典送王（火化），然在火化前經擲筊請示王爺後予以留下。